# Mezőtúr
Mezőtúr [mezétúr] je město v Maďarsku, nacházející se na jihovýchodě župy Jász-Nagykun-Szolnok. Nachází se těsně při hranicích s župou Békés, asi 41 km jihovýchodně od Szolnoku. Je správním městem stejnojmenného okresu. V roce 2018 zde žilo 16 086 obyvatel.
Název města je složen ze dvou částí. Předpona Mező- odkazuje na charakter města s tržním právem. Jméno -túr odkazuje na dolní část Berettyó (dnes: Hortobágy-Berettyó), neboť město bylo postaveno u řeky.
První zmínka o městě pochází ze 14. století. Během reformace se město přidalo na stranu reformované části Uher proti katolíkům. V první polovině 19. století zde vznikla komunita Židů. V roce 1890 jich zde bylo téměř tisíc a jednalo se o druhou nejpočetnější skupinu v regionu. Po druhé světové válce nebylo město industrializováno a panoval zde značný odliv obyvatelstva do dalších větších sídel Maďarska. Až v 70. letech 20. století se město začalo více rozvíjet a situace se stabilizovala.
Mezőtúrem prochází řeka Hortobágy-Berettyó-főcsatorna, která se v jeho oblasti rozšiřuje (v nejširším místě je široká 258 m, oproti její obvyklé šířce 39 m). Poblíže jsou též města Gyomaendrőd, Szarvas a Túrkeve. Nachází se zde židovská synagoga (která dnes slouží jako galerie) s muzeem. Další pamětihodností je kostel Reformované církve, který se nachází v samotném centru města. Je zde také i městská knihovna, která je pojmenována po Zsigmondovi Móriczovi.
Městem procházejí silnice 46, 4202, 4628, 4631 a 4632. Město má železniční spojení se Szolnokem, Békéscsabou a Szarvasem.

## Partnerská města
- Arcuş, Rumunsko
- Canelli, Itálie
- Nancy, Francie
- Novi Bečej, Srbsko
- Valea Crişului, Rumunsko
- Weida, Německo